# Comilla (zila)
Comilla (en bengalí: কুমিল্লা) es un zila o distrito de Bangladés que forma parte de la división de Chittagong.
Comprende 16 upazilas en una superficie territorial de 3.071 km² : Barura, Brahmanpara, Burichong, Chandina, Chauddagram, Daudkandi, Debidwar, Homna, Comilla Adarsa, Laksam, Monohorgonj, Meghna, Muradnagar, Nangalkot, Comilla Sadar South y Titas.
La capital es la ciudad de Comilla.

## Upazilas con población en marzo de 2011[2]
- Barura 405,118
- Brahmanpara 204,691
- Burichang 301,825
- Chandina 350,273
- Chauddagram 443,648
- Comilla Adarsha Sadar 532,419
- Comilla Sadar Dakshin 427,391
- Daudkandi 349,910
- Debidwar 431,352
- Homna 206,386
- Laksham 294,719
- Manoharganj 244,943
- Meghna 112,453
- Muradnagar 523,556
- Nangalkot 373,987
- Titas 184,617

## Demografía
Según estimación, en 2010 contaba con una población total de 5.336.353 habitantes.